# Stefan Atzenhofer
Stefan Atzenhofer, Pseudonym Tooncafe, (* 1972 in Amberg, Bayern) ist ein deutscher Comiczeichner und Illustrator. Er lebt in Berlin.

## Leben
Stefan Atzenhofer veröffentlichte seine ersten Comics 1991 in U-Comix. 1997–2000 war er Co-Creator, Art Director und Designer der Computertrickfilm-Kinderserie „Stevie Stardust“ (Hallmark USA/Super RTL).
Stefan Atzenhofers bekanntestes Comic-Werk ist die Diplomarbeit Blue Moon Of Kentucky, in der der junge Bassist Pat das erfolglose, wilde Leben in seiner Rock-’n’-Roll-Band satt hat und auf dem Weg zu seinem letzten Auftritt schwer verunglückt. In den Sekunden zwischen Leben und Tod gerät dieser in einen Seelenzustand, in dem Realität, Traum und Wirklichkeit auf faszinierende Weise vermischen. Der Comic erschien 2004 beim Verlag Schwarzer Turm und erhielt 2005 den ICOM Independent Comic Preis.

## Tooncafe
Seit 2003 arbeitet Stefan Atzenhofer unter dem Namen Tooncafe zusammen mit der Illustratorin Regina Mischeff für die Jugendzeitschriften Mädchen, Lissy & Wendy. Sie illustrierten unter anderem die CD-Rom TKKG 14 „Gefährliche Ferien“ und die Comedy-Figur Der kleine Nils (Sony BMG/Jamba!).

## Auszeichnungen
- 2005 ICOM Independent Comic Preis als „Bester Comic“ für Blue Moon Of Kentucky
- 1996 ICOM Independent Comic Preis als „Bester realistischer Comic“ für Eine schöne Frau

## Werke
- Eine schöne Frau, Schwarzer Turm (1999)
- Blue Moon of Kentucky, Schwarzer Turm (2004)